# (466378) 2013 SS8
(466378) 2013 SS8 es un asteroide perteneciente al cinturón de asteroides, descubierto el 18 de febrero de 2010 por el equipo Spacewatch desde el Observatorio Nacional de Kitt Peak (Arizona, Estados Unidos).